# テオドール・ルソー

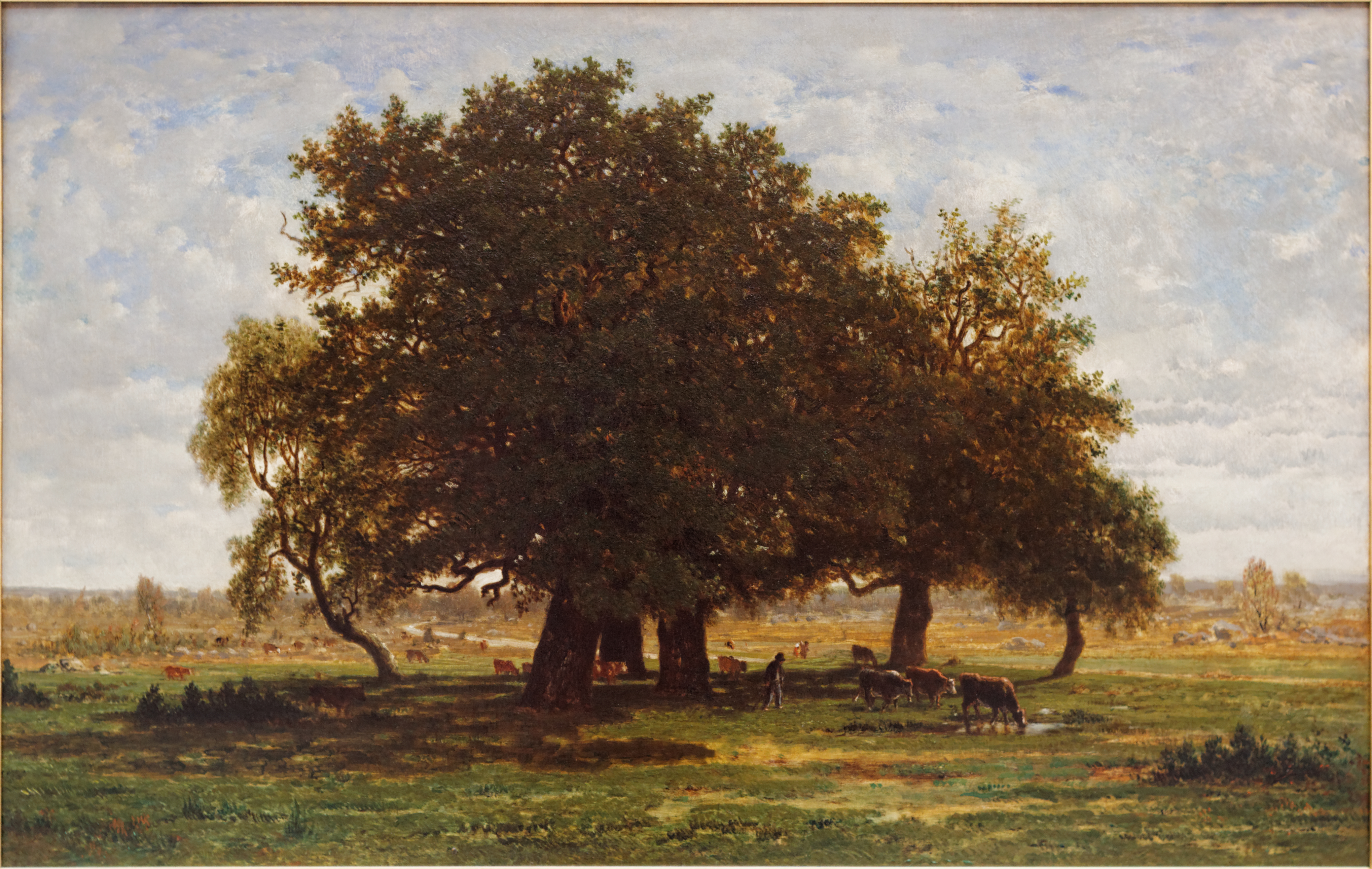
アプルモンの樫、フォンテーヌブローの森 1852 オルセー美術館

テオドール・ルソー（Théodore Rousseau, 1812年4月15日 - 1867年12月22日）は、19世紀期のフランスの画家。
パリの南郊、フォンテーヌブローの森のはずれのバルビゾン村に住み着いた画家の一派をバルビゾン派という。テオドール・ルソーは同派の代表的な画家である。
西洋絵画の歴史においては、「歴史画」が常に上位におかれ、肖像画、風俗画などがこれに次ぎ、風景画は一段落ちるジャンルと見なされていた。フランスにおいて本格的な風景画が描かれ、歴史上の物語の背景などではない、フランスの現実の風景そのものが芸術的表現の主題となるには、19世紀前半のバルビゾン派の登場を待たねばならなかった。
パリの南方約60キロのフォンテーヌブローの森の東北端にあるバルビゾンの村では、コローをはじめ多くの画家が滞在し制作していた。1830年代以降、この村に長期滞在し、もっぱら風景を描き続けた画家の一群を指してバルビゾン派といい、テオドール・ルソーのほか、ディアズ、トロワイヨン、ドービニーなどが代表的な画家である。『晩鐘』で有名なミレーもこの派に含めてよいであろう。
ルソーは1812年、パリに裕福な仕立屋の子として生まれる。15歳の時には早くもフォンテーヌブローの森を訪ねており、早くから自然への関心を持っていたようだ。1831年、19歳の時、『オーヴェルニュ風景』がサロン（官展）に初入選。1834年にはサロン入選作『コンピエーニュの森の開墾地』がオルレアン公の買い上げとなる。ところが、このことが守旧的な古典派の画家たちの激しい嫉妬を招くこととなり、ルソーの作品には中傷が浴びせられ、1849年、改革後のサロンにて復活するまで十数年もの間、彼の作品がサロンに入選することはできなかった。
ルソーがバルビゾンに初めて長期滞在したのは1836年のことで、以後、仲間の画家たちとともにしばしば滞在、1847年にはバルビゾンに移住している。サロンへの入選を拒まれた十数年の不遇時代にも、彼は画家としての志を変えず、「歴史画」や物語の背景ではない、純粋な風景画を確立しようとした。「落選王」（グラン・ルフュゼ）などと揶揄されたルソーであったが、ボードレール、ジョルジュ・サンドのような文学者はルソーを擁護していた。2月革命を経てサロンの旧態依然とした審査方法も変革され、ルソーは1849年のサロンでは金メダルを受賞し、正統派の画家として復活を果たした。晩年は画家としての名声も確立し、1855年のパリ万国博覧会では彼のために展示室1室が与えられた。1867年には万国博覧会の審査委員長に任命されている。同年、バルビゾンで没した。

## 代表作
- アプルモンの樫、フォンテーヌブローの森（1852）（オルセー美術館）
- フォンテーヌブローの森のはずれ、日没（1848-49）（ルーヴル美術館）

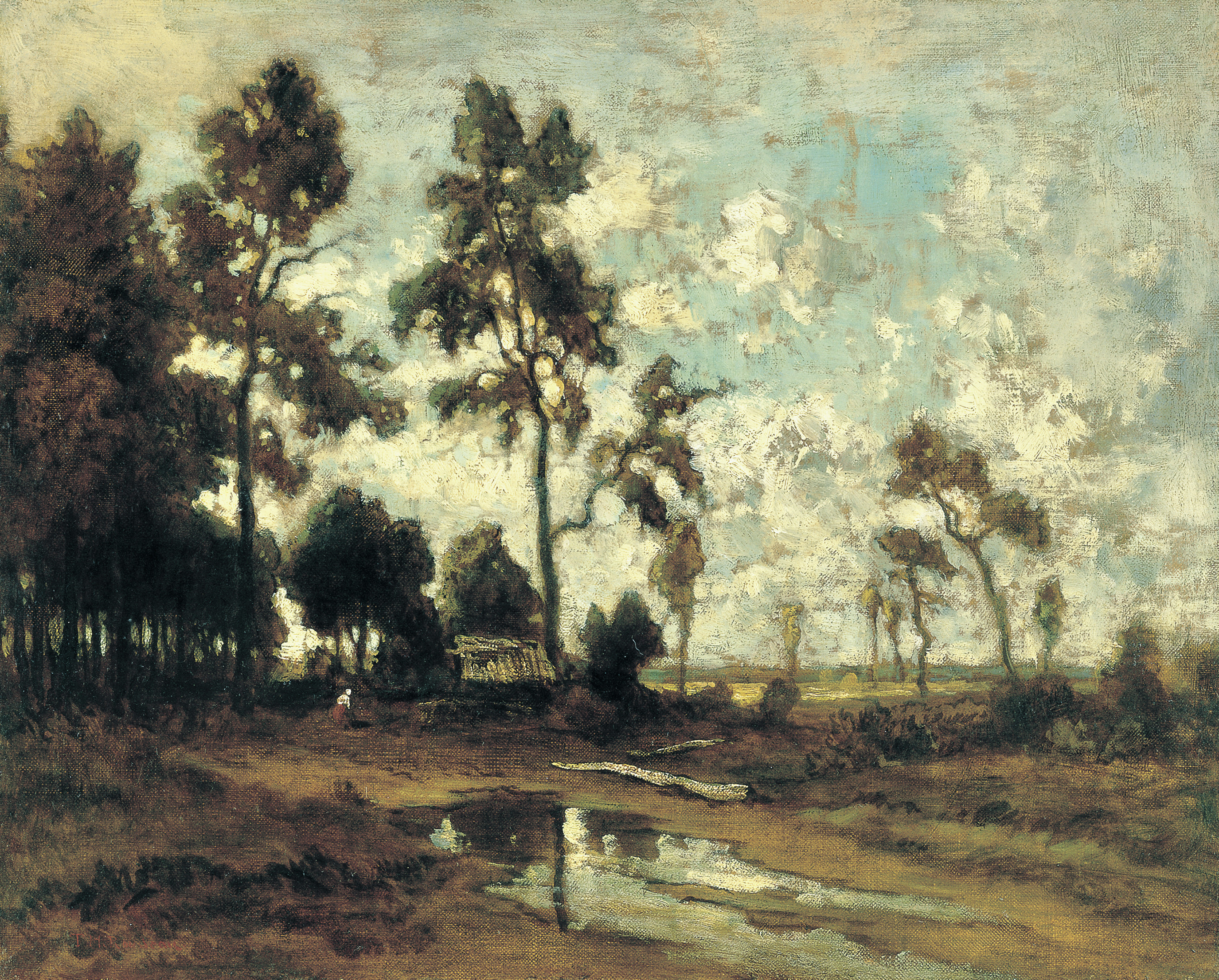
「フォンテーヌブローの森の小屋」（1855頃）
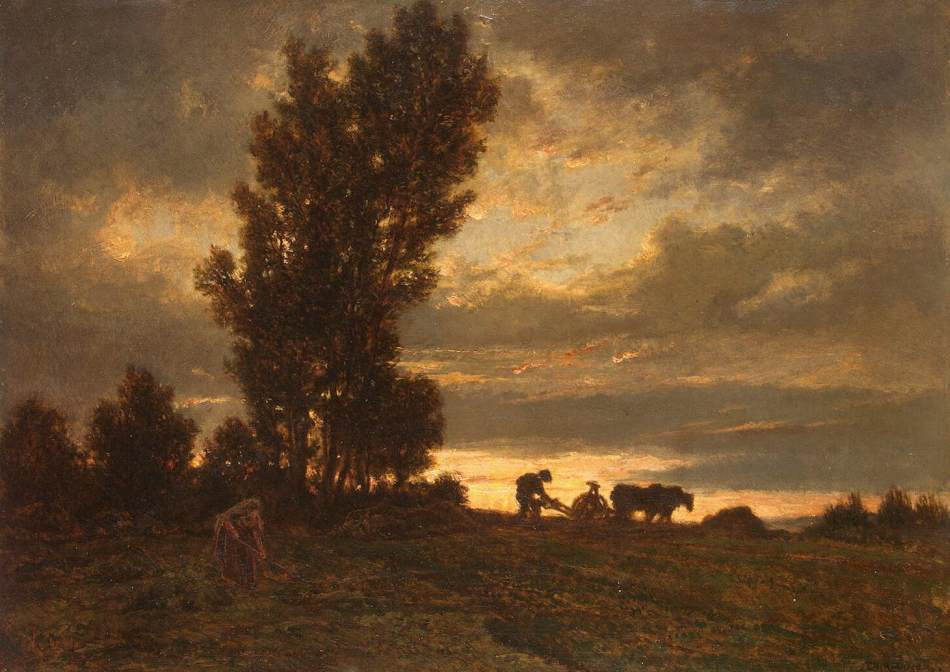
Paysage avec un charretier (1860-1862)
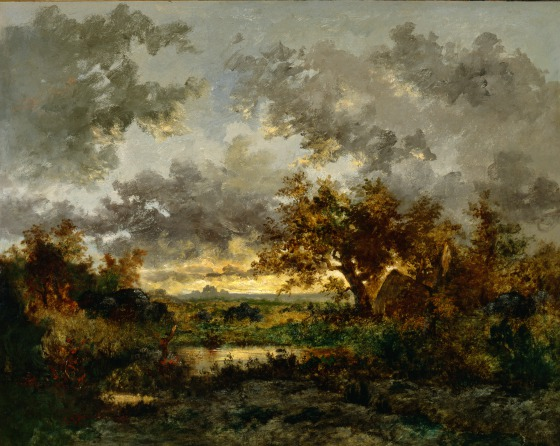
La Hutte du charbonnier (vers 1850),
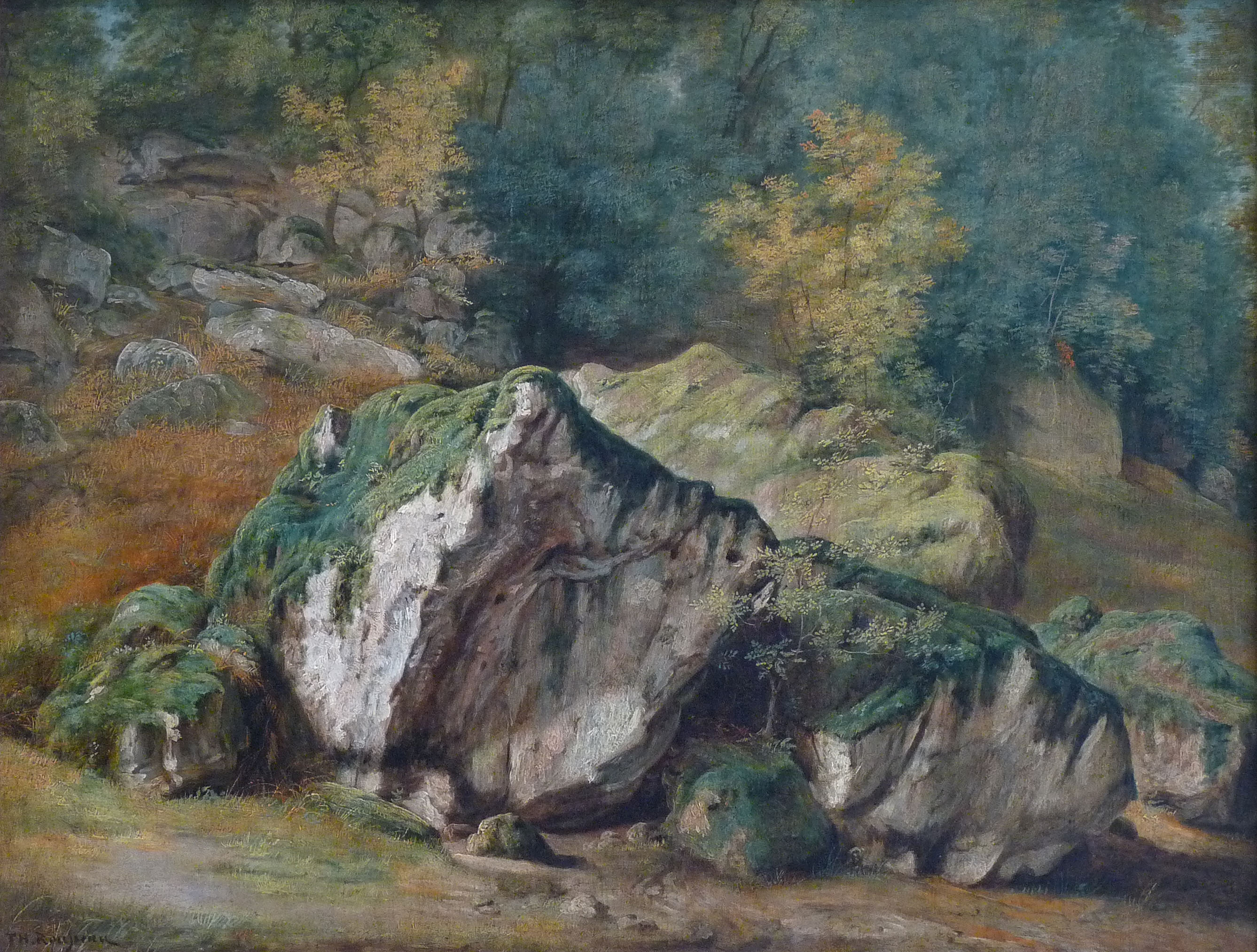
Étude de rochers et d'arbres (1829),
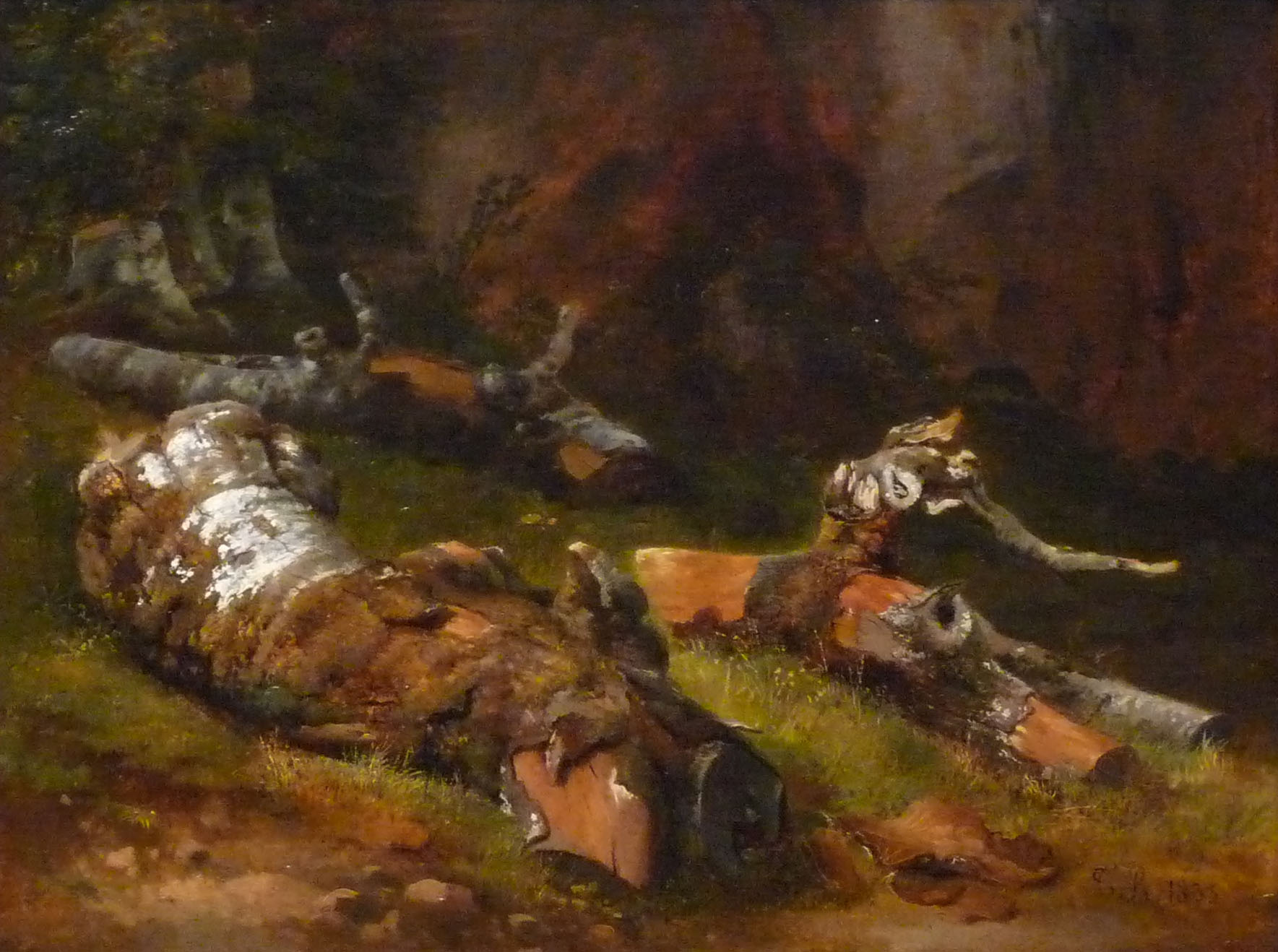
Étude de troncs d'arbres (1833)
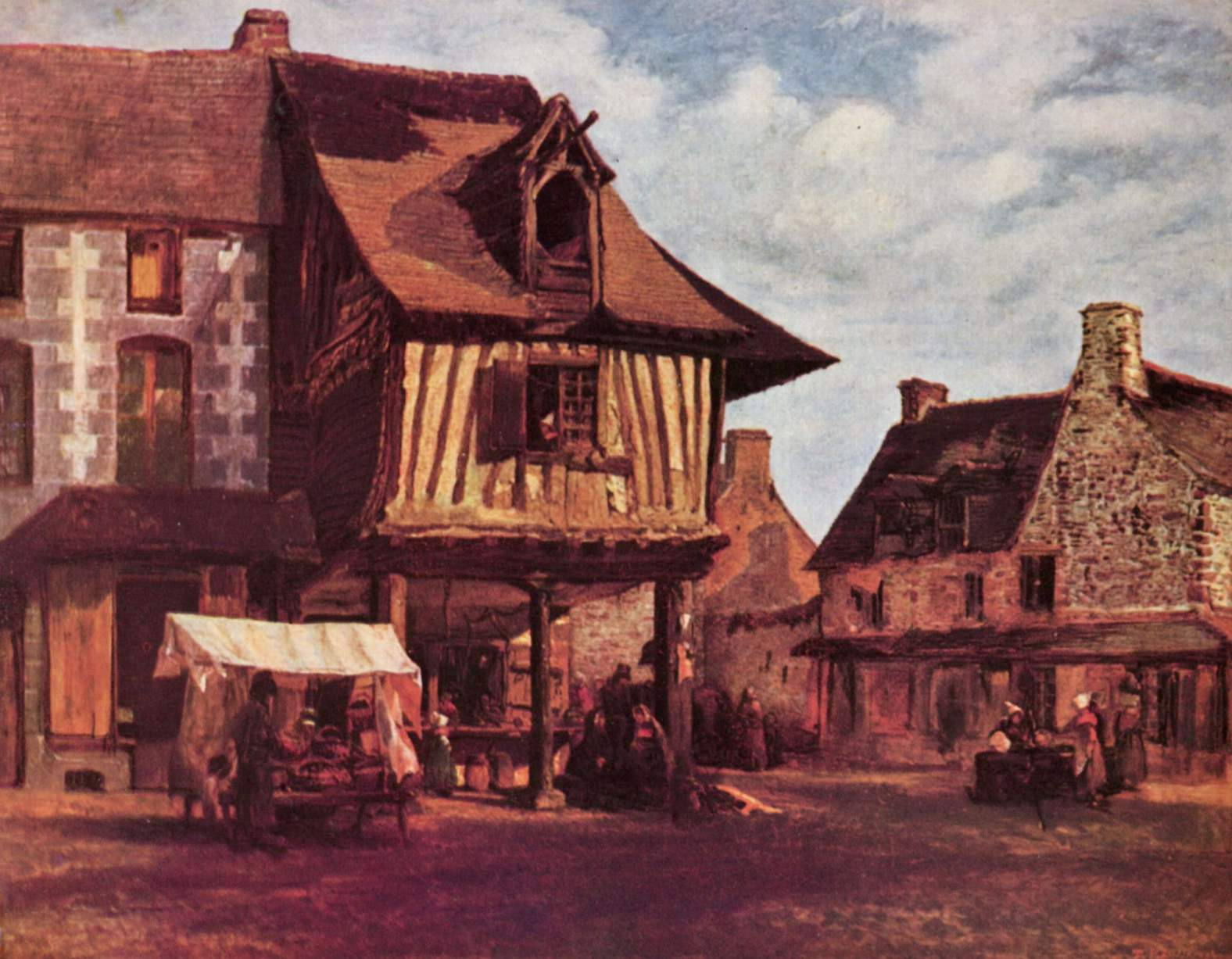
Marché en Normandie (1845-1848),
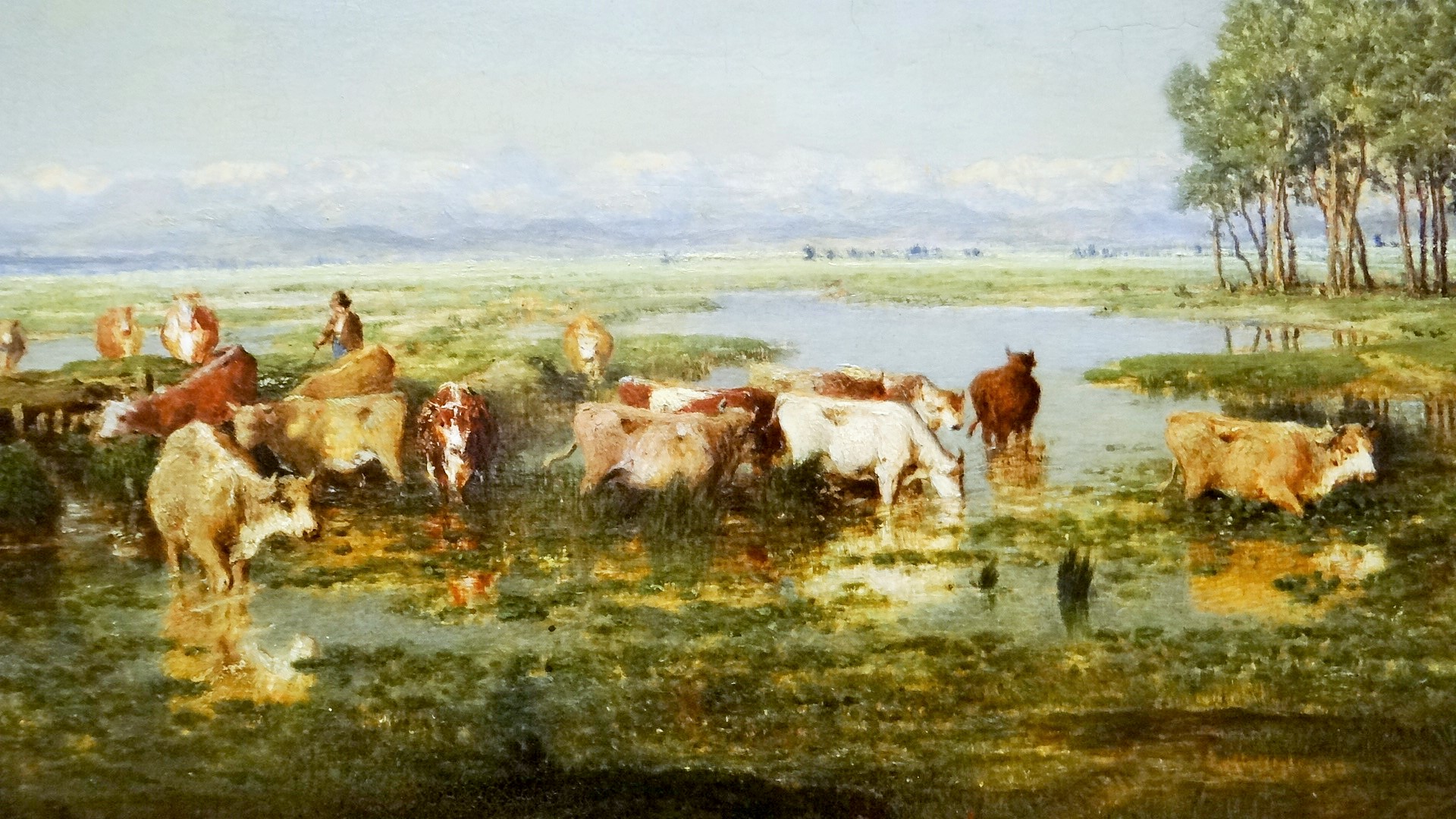
Un marais dans les Landes (1852)